# Crayford

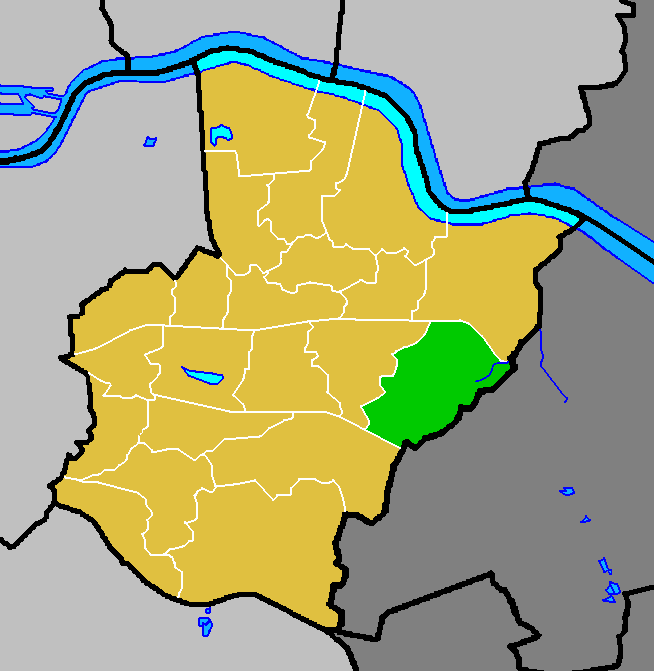
Crayford dans le district de Bexley

Crayford est une ville et une circonscription électorale du borough londonien de Bexley, dans le sud-est du Grand Londres.
La ville est située sur une petite rivière appelée la Cray, et son nom signifie « gué » de la Cray.